# Flaga Lubska
Flaga Lubska – barwami Lubska są kolory biały, żółty i czerwony, ułożone w trzech poziomych, równoległych pasach tej samej szerokości, z których górny jest koloru białego, środkowy żółtego a dolny czerwonego. Przy umieszczeniu barw Lubska w układzie pionowym kolor biały umieszcza się po lewej stronie płaszczyzny oglądanej z przodu. 
Flagą Lubska jest prostokątny płat tkaniny o barwach Lubska o stosunku długości do szerokości 8:5. Na płacie flagi może być umieszczony wizerunek herbu Lubska w odległości stanowiącej szerokość pola herbowego na białym pasie po lewej stronie płaszczyzny oglądanej z przodu.